# Cuscuta chilensis
Cuscuta chilensis är en vindeväxtart som beskrevs av Ker-gawl.. Cuscuta chilensis ingår i släktet snärjor, och familjen vindeväxter. Inga underarter finns listade i Catalogue of Life.

## Bildgalleri

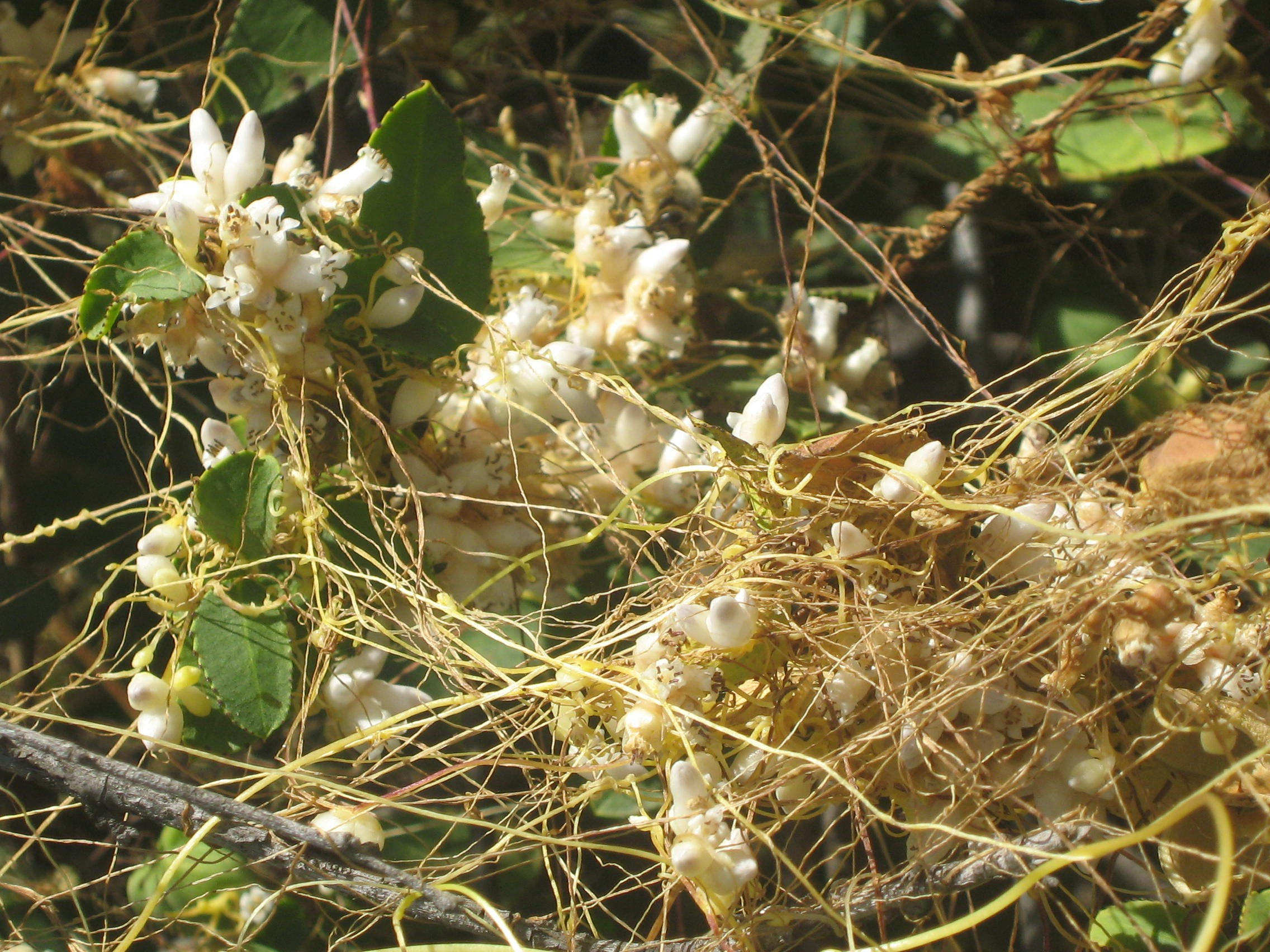
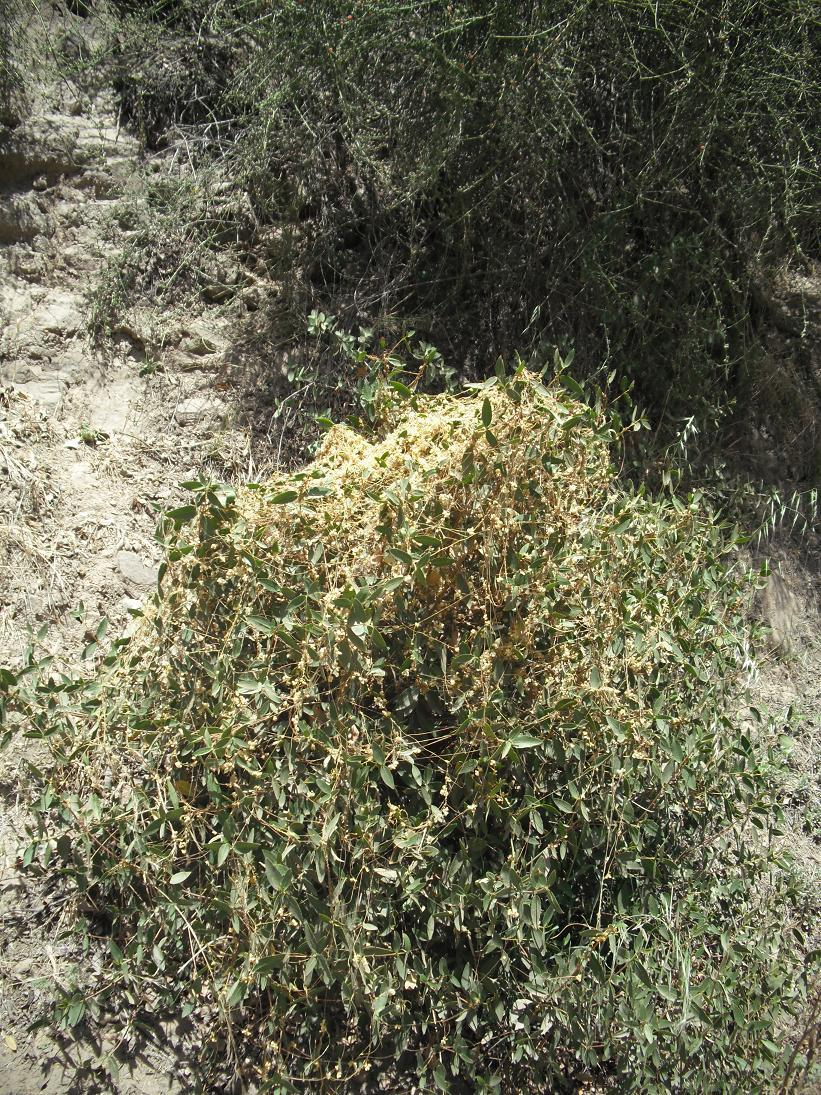